# Naddoddr
Naddoddr (en nórdico antiguo: Naddóður Ásvaldsson, feroés: Naddoddur, c. 800) fue un vikingo feroés a quien se atribuye el descubrimiento de Islandia según Sturlubók. Es asimismo uno de los primeros pobladores de las Islas Feroe en el siglo IX. Naddoddr era un víkingr mikill, un poderoso vikingo inadaptado de los nuevos asentamientos noruegos que consideraba «demasiado calientes» para su gusto y buscaba otros territorios más adecuados. Era hermano de Öxna-Þórir.

## Biografía
Nació en Agder, que actualmente comprende las dos localidades noruegas de Aust-Agder y Vest-Agder.
En el manuscrito medieval Sturlubók se afirma que partió de Noruega hacia las islas Feroe, pero se desvió de su ruta, llegando al litoral de Islandia cerca de la actual Reyðarfjörður. Desembarcó y aunque buscó asentamientos humanos, no vio ninguno. Nombró el lugar Snæland (Tierra de la Nieve).
Se cree que es el padre de Ann Naddoddsdóttir de Shetland. También se cree que fue el primer escandinavo en llegar a América, cerca de un siglo y medio antes que su sobrino-nieto Leif Eriksson.
Las sagas, no obstante, le imputan dos hijos: Brondólfur Naddodsson (n. 830) y Már Naddodsson (n. 832), fruto de su relación con Jórunn Ólívisdóttir de Rogaland, hija de Ólívir barnakárl Einarsson (n. 762).